# Municipio de Orange (condado de Meigs)
El municipio de Orange (en inglés: Orange Township) es un municipio ubicado en el condado de Meigs en el estado estadounidense de Ohio. En el año 2010 tenía una población de 1072 habitantes y una densidad poblacional de 15,95 personas por km².

## Geografía
El municipio de Orange se encuentra ubicado en las coordenadas 39°9′1″N 81°54′3″O / 39.15028, -81.90083. Según la Oficina del Censo de los Estados Unidos, el municipio tiene una superficie total de 67.23 km², de la cual 67,16 km² corresponden a tierra firme y (0,1 %) 0,07 km² es agua.

## Demografía
Según el censo de 2010, había 1072 personas residiendo en el municipio de Orange. La densidad de población era de 15,95 hab./km². De los 1072 habitantes, el municipio de Orange estaba compuesto por el 97,85 % blancos, el 0,28 % eran afroamericanos, el 0,19 % eran amerindios, el 0,37 % eran asiáticos, el 0,09 % eran isleños del Pacífico y el 1,21 % eran de una mezcla de razas. Del total de la población el 0,37 % eran hispanos o latinos de cualquier raza.